# Płamen Palew
Płamen Palew (bg. Пламен Палев; ur. 12 lipca 1985) – bułgarski zapaśnik walczący w stylu klasycznym. Siódmy w Pucharze Świata w 2006. Brązowy medalista MŚ juniorów w 2004 roku.